# Békepipa

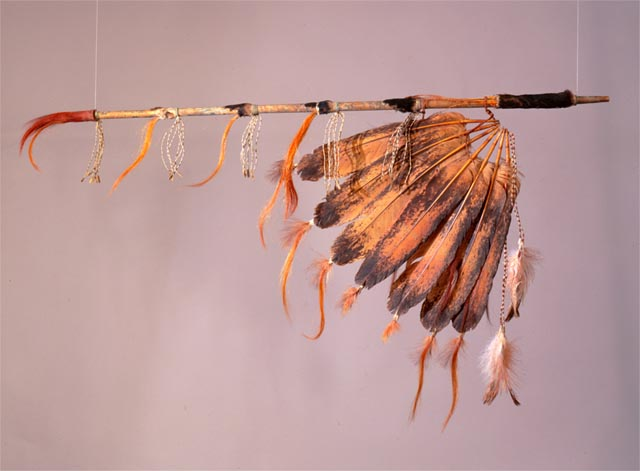
Sziú békepipa (kalumet), amely az Egyesült Államok Kongresszusi Könyvtárában található

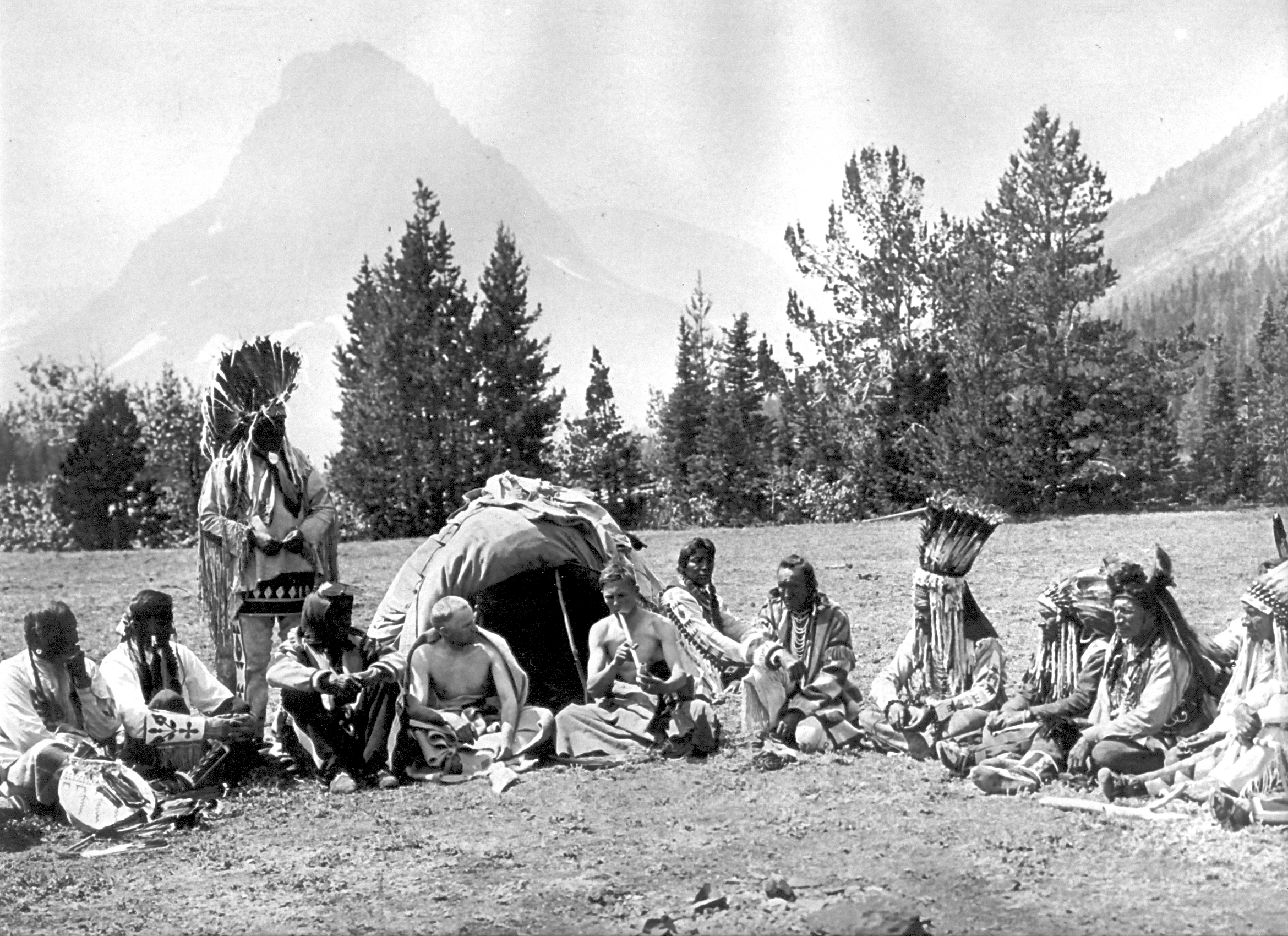
Harry Behn elszívja a békepipát a feketeláb törzs tagjaival a Glacier Nemzeti Parkban

A  békepipa (kalumet) egyes amerikai indián népek által szertartásosan használt, többnyire 
hosszú, cifra pipa. Béke, szerződés vagy szövetség megkötésekor  a vezér (törzsfőnök) békepipára gyújt, majd néhány szippantás után átadja a küldötteknek, illetve a törzs többi előkelőinek. Ez a szokás hasonlít a békepohárhoz, amelyet a kibékült haragosok engesztelődésük, s barátságuk tartósságának jeléül isznak meg.
Karl May több művében leírja, hogy szerinte hogyan zajlik a barátságfogadás. A megtömött öblös indián pipát hatszor kell megszívni, és hat irányban kell kifújni: felfelé, lefelé, majd a négy világtáj felé.
| Karl May: A Medveölő fia (Harmadik fejezet) | Karl May: A Medveölő fia (Harmadik fejezet) |
| --- | ------------------------------------------- |
| - Vörös testvérem most már a mi házunkban ül, és nyugodtan beszélhet. Kíváncsian várjuk, hogy milyen üzenetet hozott nekünk. Az indián fürkésző pillantása körbejárt a szobában. Még a mennyezetre is felnézett, aztán így szólt: - Vokádé nem beszélhet, amíg meg nem ízlelte a békepipa füstjét. Erre Martin, a Medveölő fia öblös indián kalumetet akasztott le a falról, és megtömte dohánnyal. Amikor mindnyájan ahhoz az asztalhoz telepedtek, ahol az indián ült, Martin felállt, rágyújtott a pipára, és hatszor megszívta, miközben szétfújta a füstöt előbb a mennyezet, majd a padló felé, végül a négy világtáj felé, s ünnepélyes hangon ennyit mondott: - Vokádé a barátunk, s mi valamennyien a testvérei vagyunk. Kérjük, hogy szívja el velünk a békepipát, aztán adja át az üzenetet, amit hozott. Ezzel Vokádé felé nyújtotta a pipát. Az indián a kezébe vette, maga is felállt, majd hatszor megszívta, és szétfújta a füstöt, ugyanúgy, mint Martin az imént. - Vokádé ezeket a sápadtarcúakat és ezt a fekete embert sohasem látta azelőtt. De kimentették a fogságból, és házukba fogadták. Vokádé is testvéréül fogadja őket. Barátaik az ő barátai, és ellenségeik az ő ellenségei. Uff! Ez a szó az indiánok ajkán annyit jelent, hogy úgy van, ennél maradunk, úgy legyen. Megerősíti az elhangzottakat, különösen egy beszéd szüneteiben vagy a beszéd végén. De a csodálkozás kifejezésére is szolgál. A hat szippantás után továbbadta a pipát. Miközben ez körbejárt, Vokádé visszaült a helyére, s megvárta, míg az utolsó jelenlevő, tehát Bob is a füst beszívásával és kifújásával meg nem pecsételte barátságukat. |                                             |